# Dmitri Minajewitsch Sinodi-Popow

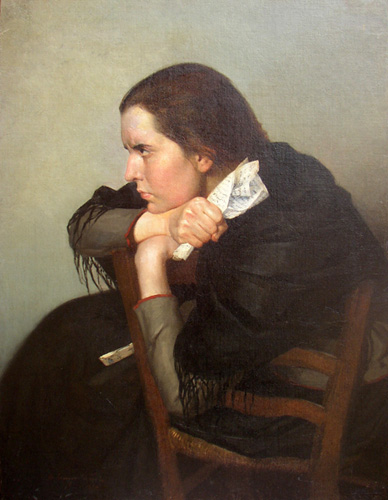
„Das Portrait von S.I. Blonskaja / Der Brief“, 1890 aus der Sammlung des Taganroger Kunstmuseums

Dmitri Minajewitsch Sinodi-Popow (russisch Дмитрий Минаевич Синоди-Попов, wiss. Transliteration Dmitrij Minaevič Sinodi-Popov; * 1855 in Taganrog; † 1910 in Paris) war ein russischer Maler griechischer Abstammung. Er erhielt eine gute Hausausbildung. Musikalische (er spielte Geige) und Fremdsprachenkenntnisse (Italienisch, Französisch und Griechisch) zeugen von seiner Begabtheit.
1870 trat Sinodi-Popow in die Petersburger Kunstakademie als Gasthörer ein, wo er gute praktische Fertigkeiten erlangte. Das Studium fortzusetzen hinderte ihn seine Krankheit, von der er ständig geplagt wurde – Epilepsie. Nicht weniger störte ihn aber auch seine Umgebung, die sich Kunstfragen gegenüber fremd hielt.
Ende der 70er Jahre kehrte der Künstler nach Taganrog zurück, wo er selbständige Arbeit mit weiterer Ausbildung verband und viel malte.
Die meisten seiner Zeichnungen aus der Taganroger Gemäldegalerie entstanden zwischen 1870 und dem Beginn des 20. Jahrhunderts. Sie bilden einen bedeutenden Teil seines graphischen Erbes. Ausdrucksvoll sind die vom Künstler gefundenen Griechentypen: «Das Portrait vom Doktor Divaris», «Der Griechenjunge». Besonders interessant ist die Zeichnung aus den 1870ern «Der alte Grieche».
Meisterhaft sind die Graphitzeichnungen zu den Bibelmotiven «Madonna mit dem Kind», «Golgatha», «Christi Himmelfahrt», «Erzengel Gabriel». Einige gehen auf die klassischen Muster zurück. Bei all seiner scheinbaren Traditionalität ist das Blatt «Golgatha» besonders originell.
Der Künstler war auch von der Genremalerei begeistert: «Beim Sticken», «Das Mädchen beim Mehldurchsieben». Die interessantesten Beobachtungen fixierte er mit dem präzisen Bleistift: «Der Wagen mit dem Hausrat», «Schiffe und Menschen», «Die Stadtstrasse».
Eine Gruppe von Zeichnungen, die flüchtige Eindrucke festhalten, ragt aus den anderen hervor, «Zwei Kinderköpfe», «Der Kopf einer jungen Frau». In seinen Selbstbildnissen sieht ein schönes willenstarkes Gesicht den Zuschauer etwas ironisch an. Zwei beendete Werke sind erhalten: «Porträt des Bildhauers Jegorow» (1888) und «Porträt von S.I. Blonskaja / Der Brief» (1890).
Um 1880 begann der Künstler im Rahmen der Wandermalertraditionen (Peredwischniki) zu arbeiten und schuf dabei "Das Porträt von Serafima Blonskaja". Diese Arbeit, gleichzeitig ein Porträt und Sujetbild, überwindet die Genregrenzen. Die Erscheinung der jungen Frau überrascht durch Ernst und Einfachheit. Das einzige beendete Landschaftsbild ist «Winterlandschaft».
Durch Ausstellungen wird der Name Sinodi-Popows bekannt. Er gewinnt Verehrer und erhält Bestellungen, doch seine Krankheit offenbarte sich mehr und mehr. Der Künstler begab sich nach Rom, dann nach Paris zur Kur, ohne seine Arbeit und Studium zu verlassen. 1910 starb Dmitri Minajewitsch Sinodi-Popow in Paris.
Viele Bilder des Künstlers gingen verloren, viele kamen aus Paris nicht wieder zurück. Aber auch die bewahrten Werke des Taganroger Meisters bezeugen den hohen Grad seiner Begabung und Außergewöhnlichkeit.